# Cordylus tasmani
Cordylus tasmani är en ödleart som beskrevs av  Anne Marie Power 1930. Cordylus tasmani ingår i släktet Cordylus och familjen gördelsvansar. IUCN kategoriserar arten globalt som sårbar. Inga underarter finns listade i Catalogue of Life.